# Божићна светла
Божићна светла (позната и као бајковита светла, празнична светла или лампице ) су светла која се често користе за декорацију на прослави Божића, често изложена током божићне сезоне, укључујући Адвент и Божић. Обичај датира из времена када су јелке кићене свећама, које су симболизовали Христа као светлост света.   Божићне јелке су донели хришћани у своје домове у раној нововековној Немачкој .   
Јелке које су јавно изложене и осветљене електричним лампама постале су популарне почетком 20. века. До средине 20. века постало је уобичајено да се низови електричних светла приказују дуж улица и зграда; Божићни украси одвојени од саме јелке. У Сједињеним Државама и Канади је постало популарно да се оцртавају приватне куће са таквим божићним лампицама у стамбеним зградама почев од 1960-их. До краја 20. века, обичај је такође усвојен у другим нацијама, укључујући и ван западног света, посебно у Јапану и Хонг Конгу. Од тада се проширио по целом хришћанском свету.
У многим земљама, божићна светла, као и други божићни украси, традиционално се постављају на или око првог дана Адвента.  У западном хришћанском свету, два традиционална дана када се божићна светла уклањају су дванаеста ноћ и Сретење, од којих се последњим завршава сезона Божића и Богојављења у неким деноминацијама. Скидање божићних украса пре Дванаесте ноћи, као и остављање украса после Свећнице, историјски се сматра непожељним. 

## Историја
Божићно дрво је први пут забележено да су га користили лутерански хришћани у 16. веку, а записи показују да је божићно дрво постављено у катедрали у Стразбуру 1539. године, под вођством протестантског реформатора Мартина Буцера.   По кућама су „немачки лутерани носили са собом окићену јелку; Моравци су стављали упаљене свеће на та стабла.   Ове свеће су симболисале Исуса као Светлост света .   Божићна јелка је усвојена у кућама више класе у Немачкој из 18. века, где је повремено била украшена свећама, које су у то време биле релативно скуп извор светлости. Свеће за дрво су лепљене растопљеним воском на грану дрвета или причвршћене иглама. Око 1890. године, свећњаци су први пут коришћени за божићне свеће. Између 1902. и 1914. почели су да се користе мали фењери и стаклене кугле за држање свећа. Ране електричне божићне лампе уведене су електрификацијом, почевши од 1880-их.
Осветљена божићна јелка настала је у Великој Британији током владавине краљице Викторије, а емиграцијом се проширила на Северну Америку и Аустралију. У свом дневнику за Бадње вече 1832. године, 13-годишња принцеза је написала: „После вечере.. онда смо отишли у салон близу трпезарије. Била су два велика округла стола на којима су била постављена два дрвета, окаченe лампице и шећерни украси. Сви поклони се стављају око дрвета“. Све до доступности јефтине електричне енергије почетком 20. века, минијатурне свеће су биле уобичајено (а у неким културама се још увек користе).

### Америка
Прва позната божићна јелка са електричним осветљењем била је креација Едварда Х. Џонсона, сарадника проналазача Томаса Едисона. Док је био потпредседник компаније General Electric-a, претходника данашњег Кон Едисон електричног предузећа, посебно су за њега прављене сијалице за божићно дрвце. Поносно је изложио своју божићну јелку, која је била ручно оплетена са 80 црвених, белих и плавих електричних сијалица, 22. децембра 1882. у својој кући на Петој авенији у Њујорку. Локалне новине су игнорисале причу, видевши је као рекламни трик. Међутим, објавио га је извештач новина из Детроита, а Џонсон је постао надалеко познат као отац електричних лампица за божићно дрвце. До 1900. предузећа су почела да постављају божићна светла иза својих прозора. Божићна светла су била прескупа за просечног човека; као такве, електричне божићне лампице нису постале већинска замена за свеће све до 1930. године.
Године 1895, амерички председник Гровер Кливленд спонзорисао је прву електрично осветљену божићну јелку у Белој кући . Имао је преко стотину разнобојних светала. Прве комерцијално произведене лампе за божићно дрвце произведене су у низовима вишеструких од осам утичница од стране Генерал Елецтриц Цо. из Харисона, Њу Џерси . Свака утичница је прихватала минијатурну лампу са угљеничним влакном са два кандела.
Прва забележена употреба божићних лампица на дрвећу на отвореном десила се у Сан Дијегу 1904. године; Апплетон, Висконсин, 1909; и Њујорк 1912.  Мекаденвил, Северна Каролина, тврди да је био први 1956.  Библиотека Конгреса приписује граду заслуге за измишљање „традиције украшавања зимзеленог дрвећа божићним светлима датира из 1956. године када је Мушки клуб Мекаденвил осмислио идеју да украси неколико дрвећа око Мекаденвилског друштвеног центра“.  Међутим, божићна јелка Рокфелер центра има „светла“ од 1931. године, али није имала праву електричну лампу све до 1956.  Штавише, 1956. су такође започели Филаделфијски Цхристмас Лигхт Схов и Дизнијева божићна јелка   У Канади, архивске фотографије снимљене 1956. око предграђа Торонта бележе неколико примера зимзелених биљака на отвореном осветљених божићним светлима.  Иако је Генерал Елецтриц спонзорисао такмичења за расвету у заједници током 1920-их, било је потребно до средине 1950-их да би употреба таквих светла била усвојена у просечним домаћинствима.
Божићна светла су нашла употребу на другим местима осим божићних јелки. До 1919. године, градски електричар Џон Малпиед је почео да украшава нови Цивиц Центер Парк у Денверу, у Колораду, да би на крају проширио приказ на грчки амфитеатар парка, а касније и на суседну нову зграду града Денвера и округа - Градску већницу након њеног завршетка 1932.   Ускоро су низови светала красили плаштеве и врата у кућама, и пролазили дуж рогова, кровних линија и ограда на тремовима кућа и предузећа. У новије време, многи градски небодери су украшени дугим, углавном вертикалним низовима заједничке теме, и активирају се истовремено у церемонијама Великог осветљења .
Године 1963. у Гринвилу, Северна Каролина, извршен је бојкот божићних лампица у знак протеста против сегрегације која је спречавала да црнци буду запослени у предузећима у центру Гринвила, током божићне распродаје. Познат као бојкот црног Божића или "Божићна жртва", био је то ефикасан начин да се протестује против културне и фискалне сегрегације у граду са 33% црног становништва. Светлећи украси у домовима, на јелкама или ван куће нису показивани, а само шест кућа у црначкој заједници прекинуло је бојкот тог Божића. 
Године 1973, током несташице нафте изазване ембаргом од стране Организације арапских земаља извозница нафте (касније ОПЕК), председник Никсон је замолио Американце да не постављају божићна светла да би уштедели потрошњу енергије.

## Технологија
Технологија која се користи у божићним расветним приказима је веома разнолика, у распону од једноставних светлих нити, божићних лампица, до пуног анимираних слика, које укључују сложену осветљену аниматронику и статуе.
Божићна светла (која се називају и светлуцава светла, празнична светла, мини лампице или бајковита светла), то су нити електричних лампи које се користе за украшавање домова, јавних/комерцијалних зграда и божићних јелки током божићне сезоне, међу најпризнатијим су облицима божићне расвете. Божићна светла долазе у сјајном низу конфигурација и боја. Мале "патуљасте" сијалице познате као бајковита светла се такође називају италијанска светла у неким деловима САД, као што је Чикаго . Прве минијатурне божићне лампице произведене су у Италији.
Врсте лампи које се користе у божићној расвети такође се значајно разликују, што одражава разноликост модерне технологије осветљења уопште. Уобичајени типови сијалица су сијалице са жарном нити, а сада и диоде које емитују светлост (ЛЕД), које се све више подстичу као енергетски ефикасније. Мање уобичајени су сетови неонских лампи. Сетове флуоресцентних сијалица производила је Силваниа на ограничено време средином 1940-их. 
Божићне лампице које користе сијалице са жарном нити су донекле познате по томе што их је тешко отклонити и поправити. Током 1950-их и 1960-их, сетови светла повезаних у серијски круг би потпуно замрачили када би једна сијалица покварила. Дакле, у прилично недавној прошлости, мини-светла су долазила са скретницама како би се омогућило да сет настави да ради са прегорелом сијалицом. Међутим, ако постоји више кварова на сијалицама или је шант лош, струна и даље може отказати. Постоје два основна начина да се ово реши: једна по једна замена познатом добром сијалицом или коришћењем пробног светла да бисте сазнали где је напон прекинут.
Када су произвођачи божићних лампица први пут почели да користе ЛЕД диоде, боје су изгледале веома досадно и неинспиративно.  Чак су и бела светла, која су обично била ЛЕД диода са једним чипом, сијала благо жућкастом бојом због чега су изгледала јефтино и непривлачно према широј јавности у то време. 

## Спољни прикази

### Јавни простори
Прикази божићних лампица на јавним местима и на јавним зградама су популаран део годишње прославе Божића, а могу их поставити предузећа или локалне самоуправе. На дисплејима се на много начина користе божићна светла, укључујући подизање божићних јелки на јавним трговима, уличне дрвеће и дрвеће у парковима, украшавање стубова за лампе и друге сличне структуре, украшавање значајних зграда као што су градске већнице и робне куће, и осветљавање популарних туристичких атракција као што су Ајфелов торањ и Сиднејска опера . Верује се да су прву јавну електричну расвету за Божић организовали Фредрик Неш и Привредна комора Пасадене у Алтадени, Калифорнија, на авенији Санта Роса, названој Цхристмас Трее Лане. Улица за божићно дрвце у Алтадени је непрекидно осветљена осим током Другог светског рата од 1920. Годишње изложбе у Риџент улици и Оксфорд улици у Лондону датирају из 1954. и 1959. године.

### Суседства
Опрема за спољашњу расвету за дом се нудила у количини почевши од 1930-их. До 1960-их, са популарношћу стамбеног простора у САД, постало је све уобичајеније да се кућа (посебно надстрешница) оцртава божићним лампицама отпорним на временске прилике. Празнична стаза светлости је заједнички напор градова у источном Тексасу и северозападној Луизијани, који је настао на Фестивалу светлости и Божићном фестивалу у Начиточесу, започетом 1927. године, што га чини једним од најстаријих светлих фестивала у САД. Улица Фултон у Пало Алту, у Калифорнији, има надимак „Christmas Tree Lane“ због излагања упаљених божићних јелки дуж улице.

## Остали празници
У Сједињеним Државама су произведена светла за многе друге празнике. То могу бити једноставни сетови у типичним празничним бојама или тип са пластичним украсима у које имају утичницу. Светлеће скулптуре се такође производе у типичним празничним иконама.
Ноћ вештица је најпопуларнија, са минијатурним светлосним жицама које имају црно изоловане жице и полупрозирне наранџасте сијалице. Каснији сетови су имали неке прозирне љубичасте сијалице (представљање црне, слично црном светлу), неколико чак има провидну зелену или прозирну или полупрозирну зелену лимету (вероватно представља слуз као у Истеривачима духова, или створења попут гоблина или свемирских ванземаљаца). 
Ускршња светла се често производе у пастелним бојама . Они обично имају белу жицу и конекторе.
Црвена, бела и плава светла се производе за амерички Дан независности, као и америчка застава и други украси са патриотском тематиком. Мрежна светла су произведена са светлима у узорку америчке заставе. Године 2006. неке продавнице су носиле кочиће са ЛЕД диодама које осветљавају оптичка влакна, налик на ватромет.
Ове горње светлосне жице се ионако повремено користе на божићним јелкама, обично да додају додатну разноликост бојама светала на дрвету.
Различите врсте осветљења за двориште без празничне тематике такође су направљене за лето. Често су то чиста бела светла, али већина су сетови украса, као што су фењери од метала или бамбуса, или пластични украси у облику зачина за роштиљ, фламинга и палми, или чак разних пива. Неки су направљени од украсне жице или мреже, у апстрактним облицима као што су вретенци, често са стакленим "драгуљима" или мермерима. Светлосне скулптуре се такође праве у свему, од жаба од жичане мреже до вештачких палми оцртаних светлима од ужета.
У Пакистану се светла често користе за украшавање на прослави Рамазанског бајрама у Чанд Рату, који се дешава на крају Рамазана. И у Индији на Дивали, куће, продавнице и улице су украшене низовима светала.

## Животна средина, рециклажа и безбедност
Божићно осветљење доводи до неких проблема са рециклирањем. Годишње се више од 20 милиона фунти одбачених празничних лампица отпреми у Шиђао, Кина (близу Гуангџоуа), који се назива „светском престоницом за рециклажу божићних лампица“.  Регион је почео да увози одбачена светла око 1990. делом због јефтине радне снаге и ниских еколошких стандарда.  Још 2009. године многе фабрике су спалиле светла да би истопиле пластику и повратиле бакарну жицу, испуштајући токсичне паре у животну средину.  Развијена је безбеднија техника која је укључивала сецкање светла у конзистенцију налик на фини песак, мешање са водом и вибрирање суспензије на столу узрокујући одвајање различитих елемената, слично процесу печења злата.  Све се рециклира: бакар, месинг, пластика и стакло.
Више градова у САД успоставља шеме за рециклирање божићних лампица, а градови организују места за предају старих светала.  
Инсталирање празничне расвете може представљати опасност по безбедност када се погрешно повезује неколико сијалица, више пута користећи исте продужне каблове за укључивање светла или коришћењем несигурних мердевина током процеса инсталације.

## Светлосне скулптуре
Божићне светлосне скулптуре, које се називају и мотиви, користе се као божићни украси и за друге празнике . Првобитно, то су били велики жичани метални комади направљени за јавне изложбе, као што су општинске власти да их постављају на стубове, а трговачки центри за постављање на лампе. Од 1990-их, ови се такође праве у малим пластичним кућним верзијама које се могу окачити на прозор, или на врата или зид . Уоквирени мотиви могу бити осветљени помоћу мини светла или светла за ужад, а мотиви и скулптуре већих размера могу користити Ц7 сијалице.
Светлосне скулптуре могу бити или равне (најчешће) или тродимензионалне. Равне скулптуре су мотиви и често су на металним оквирима, али се вијенац може причврстити и на мотиве на отвореном. Унутрашњи мотиви често имају разнобојну пластичну подлогу, понекад холографску . 3Д скулптуре укључују јелене или ирвасе (чак и лоса) у различитим положајима, са или без рогова, често са мотором за померање главе горе-доле или са једне на другу страну као да пасу. Ови и други 3Д дисплеји могу бити голог оквира или прекривени венцем, упетљаним и тканим провидним пластичним каблом или акрилом или природним или златним лозама . Пахуљице су популаран дизајн за општинске изложбе, како не би биле погрешно протумачене као владина потврда религије, или како би се могле оставити целе зиме.

### Примери
- Champs-Élysées
- Божић у Даблину, Калифорнија
- Петар Ларсен осветљен лонац за кафу
- Осветљењебожанске пијаце
- Божић Клифтон Мила 2005.
- ЛЕД светлосна скулптура уГенсерндорфу, Аустрија
- Божићна улична осветљеност у Виборгу
- Хинфелд Адвентскалендер
- Божићна светла, Архус
- Градска светла, Божић
- Божићна светла
- Осветљена дрвета и куће у Шекингену
- Сахат кула Козани; обележје града.
- Божићна церемонија паљења у Есексу
- Комшилук "Dyker Heights" (надимак „Dyker Lights“ због својих празничних расвета) у Бруклину, Њујорк
- Фантазија у светлима у Callaway Gardens